# Masties
Masties (* vor 449; † 494 oder nach 516) war ein spätantiker Militärführer (dux) und berberischer Stammesfürst in Nordafrika, der eventuell den Titel eines römischen Kaisers beanspruchte.

## Leben
Beim Zerfall des Weströmischen Reiches in der 2. Hälfte des 5. Jahrhunderts entstanden in den nicht von den Vandalen kontrollierten Bergregionen der Provinzen Nordafrikas mehrere römisch-berberische Kleinreiche (u. a. Altava). Seit der Absetzung des Romulus Augustulus durch Odoaker (476) und der Ermordung des letzten legitimen Westkaisers Nepos (480) unterstanden diese regna der nominellen Oberhoheit des Kaisers in Konstantinopel.
Der Berberführer Masties etablierte sein Territorium in Numidien mit der Residenz Arris. Um seine Herrschaft bei den römischen Provinzialen zu legitimieren, nahm er nach 476 – wahrscheinlich 484 im Zusammenhang mit einer von Prokop erwähnten Rebellion der Berber gegen den Vandalenkönig Hunerich – möglicherweise den Kaisertitel an und bekannte sich offen als Christ. Einer in Arris gefundenen Inschrift zufolge herrschte Masties 67 Jahre als dux und zehn (nach anderer Lesung: 40) Jahre als imperator über „Römer und Mauren“. Als Regierungszeit ergibt sich somit entweder 484 bis 494 oder 476/477 bis 516. Es gibt keinerlei Hinweis darauf, dass Masties' „Kaisertum“ von Byzanz anerkannt worden wäre; aus der Perspektive der Regierung in Konstantinopel galten die Berberfürsten als Usurpatoren.
Masties ist vielleicht mit dem bei Prokop erwähnten Berberkönig Mastigas identisch, der in der Zeit des Vandalenkriegs die frühere römische Provinz Mauretania Caesariensis – mit Ausnahme der von Belisar 533 eroberten Hauptstadt Caesarea – beherrschte.